# Josef Christ (Fußballspieler)
Josef Christ (* 16. Dezember 1939) ist ein ehemaliger deutscher Fußballspieler, der in der Runde 1960/61 als Stürmer der Sportfreunde Saarbrücken mit 25 Treffern die Torschützenliste in der Fußball-Oberliga Südwest angeführt hat.

## Laufbahn

### Saarbrücken und Stuttgart, 1960 bis 1964
Das 20-jährige Offensivtalent Josef „Jupp“ Christ hatte in der Runde 1959/60 in der 2. Amateurliga Saar, Gruppe West, bei den Sportfreunden Hüttersdorf mit seinen Sturmleistungen so auf sich aufmerksam gemacht, dass er zur Runde 1960/61 vom Südwestoberligisten Sportfreunde Saarbrücken verpflichtet wurde. Als weitere Neuzugänge kamen noch Wilhelm Cadario vom SV Püttlingen und Hans-Dieter Spengler vom SV Merchweiler nach Burbach, in den Saarbrücker Westen. Gemeinsam mit Hans-Jürgen Massion belebten sie auf Anhieb die Offensivabteilung der „Hiddeklowe“ und schossen mit 67 Toren die Sportfreunde auf den sechsten Rang. Christ, er spielte zumeist auf Halblinks oder am linken Flügel, holte sich in seiner Debütrunde in der Oberliga mit 25 Treffern sogar die Torschützenkrone im Südwest-Oberhaus. Auf den Plätzen rangierten Klaus Matischak, Heinz Vollmar und Helmut Kapitulski mit jeweils 19 Toren. Trainer Alfred Pelke setzte den Mann aus Hüttersdorf in allen 30 Ligaspielen ein. Zum 6:0-Erfolg am 16. November 1960 gegen den Lokalrivalen und späteren Meister 1. FC Saarbrücken steuerte „Jupp“ Christ drei Treffer bei. Ebenfalls als dreifacher Torschütze zeichnete er sich in den zwei Begegnungen gegen den SV Niederlahnstein und beim 7:0-Heimsieg gegen Wormatia Worms aus. Zur Runde gehörte aber auch die 2:10-Niederlage am 9. April 1961 beim FK Pirmasens. Der VfB Stuttgart verpflichtete den Südwest-Torschützenkönig zur Runde 1961/62 und Christ wechselte nach einem Jahr Saarbrücken in die schwäbische Metropole.
Unter Trainer Kurt Baluses bestritt der Neuzugang aus dem Saarland in den ersten vier Spieltagen der Runde 1961/62 in der Oberliga Süd in den Begegnungen gegen Bayern Hof, FSV Frankfurt und BC Augsburg drei Spiele, danach wurde er nicht mehr im Oberligateam der Schwaben berücksichtigt. Manfred Reiner, er war vom Karlsruher SC gekommen, besetzte in 29 Spielen mit 14 Toren erfolgreich die Linksaußenposition beim VfB. Nach einer frustrierenden Runde kehrte Christ 1962 in das familiäre Umfeld bei den Sportfreunden in Saarbrücken zurück und spielte im letzten Jahr der Fußball-Oberliga wieder im Südwesten.
Neben dem Rückkehrer Christ gab es aber auch durch den Neuzugang aus dem Westerwald, Johannes Löhr, von Eitorf 09 und dem ehemaligen Italien-Profi, Horst Buhtz als neuen Trainer, zusätzliche Personalien bei den Sportfreunden. Nach dem 2:1-Heimsieg am 28. Oktober 1962 gegen den 1. FC Kaiserslautern, nahmen die Burbacher mit 16:4 Punkten den 2. Tabellenplatz ein. Am Rundenende standen die Sportfreunde auf dem 6. Platz im Südwesten. „Hennes“ Löhr (18), Christ (12) und Massion (10) zeichneten sich dabei als die treffsichersten Torschützen aus. Zum 7:1-Heimerfolg am 7. April 1963 gegen TuS Neuendorf steuerte „Jupp“ Christ vier Tore bei. Im ersten Jahr der Fußball-Regionalliga Südwest, 1963/64, absolvierte Christ 35 Spiele und erzielte 18 Tore. Bester Torschütze der „Hiddeklower“ wurde jedoch „Hennes“ Löhr mit 30 Treffern. Christ traf bei den 7:1 bzw. 10:3 Heimsiegen gegen den VfR Frankenthal und den TSC Zweibrücken jeweils dreimal in das gegnerische Netz. Am letzten Spieltag, den 10. Mai 1964, verabschiedete er sich beim 3:2-Erfolg gegen TuRa Ludwigshafen mit einem Treffer von den Sportfreunden und wechselte zur Runde 1964/65 zum Ligarivalen SV Röchling Völklingen.

### Völklingen, 1964 bis 1969
Unter Trainer Herbert Binkert und an der Seite des Ex-Nationalspielers Horst Eckel eröffnete „Jupp“ Christ im Sommer 1964 seine Spieleraktivität in Völklingen. Sein letztes Regionalligaspiel bestritt er am 20. April 1969 unter dem jetzigen Trainer Eckel im Heimspiel gegen den SV Südwest Ludwigshafen. Von 1964 bis 1969 hatte „Jupp“ Christ 112 Ligaspiele für Völklingen bestritten und sich dabei als 45-facher Torschütze ausgezeichnet. Nach der Runde 1968/69 beendete er seine höherklassige Spielerlaufbahn.